# Ibarra (Hiszpania)
Ibarra – gmina w Hiszpanii, w prowincji Guipúzcoa, w Kraju Basków, o powierzchni 5,03 km². W 2011 roku gmina liczyła 4269 mieszkańców.